# Triplarina nitchaga
Triplarina nitchaga är en myrtenväxtart som beskrevs av Anthony R. Bean. Triplarina nitchaga ingår i släktet Triplarina och familjen myrtenväxter. Inga underarter finns listade i Catalogue of Life.